# جان ولز (طنزنویس)
جان کمبل ولز (انگلیسی: John Wells؛ ‏۱۷ نوامبر ۱۹۳۶ – ۱۱ ژانویهٔ ۱۹۹۸) طنزنویس، فیلم‌نامه‌نویس، هنرپیشه و پدیدآور اهل بریتانیا بود.

## فیلم‌شناسی
از فیلم‌ها یا برنامه‌های تلویزیونی که وی در آن نقش داشته است می‌توان به گری‌ستوک: افسانه تارزان، ارباب گوریل‌ها، کازینو رویال، کازانووا و انقلاب اشاره کرد.